# Empis lagoensis
Empis lagoensis är en tvåvingeart som beskrevs av Chvala 1996. Empis lagoensis ingår i släktet Empis och familjen dansflugor.
Artens utbredningsområde är Italien. Inga underarter finns listade i Catalogue of Life.